# Conostephium uncinatum
Conostephium uncinatum är en ljungväxtart som beskrevs av P.G. van der Moezel. Conostephium uncinatum ingår i släktet Conostephium, och familjen ljungväxter. Inga underarter finns listade i Catalogue of Life.